# クイニョン
クイニョン（ベトナム語：Thành phố Quy Nhơn / 城庯歸仁  発音）はベトナム南中部、ビンディン省の省都。

## 歴史
11世紀よりチャンパ王国の都であったヴィジャヤの外港として栄えた。
鄭和の南海遠征に際しては、7回の航海における寄港地となった。
1787年、西山朝の初代皇帝・阮文岳はここで即位した。また、西山朝滅亡の際には阮朝始祖・阮福映と西山朝勢力との間で激しい戦いが繰り広げられた。
1940年代日本軍が進駐していた時代には、キーノンまたはキノンと呼ばれていた。

## 行政区画
クイニョン市は以下の16坊5社から構成される。
- ブイティースアン坊（Bùi Thị Xuân / 裴氏春）
- ドンダー坊（Đống Đa / 埬多）
- ゲンラン坊（Ghềnh Ráng / 景雲）
- ハイカン坊（Hải Cảng / 海港）
- レホンフォン坊（Lê Hồng Phong / 黎鴻豊）
- レロイ坊（Lê Lợi / 黎利）
- リトゥオンキエット坊（Lý Thường Kiệt / 李常傑）
- ゴマイ坊（Ngô Mây / 吳梅）
- グエンヴァンクー坊（Nguyễn Văn Cừ / 阮文渠）
- ニョンビン坊（Nhơn Bình / 仁平）
- ニョンフー坊（Nhơn Phú / 仁富）
- クアンチュン坊（Quang Trung / 光中）
- ティーナイ坊（Thị Nại / 施耐）
- チャンフンダオ坊（Trần Hưng Đạo / 陳興道）
- チャンフー坊（Trần Phú / 陳富）
- チャンクアンジエウ坊（Trần Quang Diệu / 陳光耀）
- ニョンチャウ社（Nhơn Châu / 仁洲）
- ニョンハイ社（Nhơn Hải / 仁海）
- ニョンホイ社（Nhơn Hội / 仁会）
- ニョンリー社（Nhơn Lý / 仁理）
- フオックミー社（Phước Mỹ / 福美）

## 観光
- 市街地の南側にはビーチが広がっており、近年リゾート開発が進んでいる。
- ビンディン遺跡群 - チャンパ王国の遺跡。金塔（トック・ロック）、象牙塔（ズオン・ロン）、トゥーティエンなどがある（一部はタイソン県、アンニョン市社などにまたがる）。

## 交通
- フーカット空港 - ホーチミン、ダナン行きの2路線が就航。
- ベトナム鉄道南北線(統一鉄道) - フーカット駅、ジウチ駅。
  - ジウチ駅からはクイニョン中心街まで支線が運行している。
- ティーナイ港（英語版）

## クイニョン出身の人物
- グザヴィエ・ル・ピション : フランスの地球物理学者